# Bakhytjan Kanapianov
Bakhytjan Kanapianov (kazakh : Бақытжан Мусаханұлы Қанапиянов, russe : Бахытжан Мусаханович Канапьянов) (né le 4 octobre 1951 à Kökşetaw) est un poète kazakh.

## Biographie
Il est un descendant de Genghis Khan.
En 1974, il sort diplômé de l'Université nationale kazakhe de technologie.
Bakhytzhan fut un membre actif du mouvement pour le désarmement nucléaire.
Il est avec Oljas Souleïmenov (en), l'un des fondateurs du mouvement anti-nucléaire au Kazakhstan Nevada-Semeï dont l'objectif final était de faire fermer les centres d'essais d'armes nucléaires de Semipalatinsk et du Nevada.
Ses livres sont traduits dans plus de vingt langues.

## Filmographie
- 1. « Ma bête caressante et tendre » Film de mise en scène, assistant metteur en scène, 1978, S/C « Mosfilm ».
- 2. « Écoles des professions ouvrières » Film documentaire, 1979, auteur du scénario, S/C « Kazakhfilm ».
- 3. « La ramure d’argent d’Alataou » Film de mise en scène, 1979, deuxième metteur en scène, S/C « Kazakhfilm ».
- 4. « Boumerang » - Film de mise en scène, 1980, metteur en scène-réalisateur, S/C « Kazakhfilm ».
- 5. « Les gens du même âge » Film documentaire, 1980, auteur du scénario, S /C « Kazakhfilm ».
- 6. « Abaï » - Film documentaire, 1983, auteur du scénario, S/C « Kazakhfilm ».
- 7. « La sage de Balkhach » - Film de long métrage, 1990, auteur du scénario, S/C « Ty et Ia ».
- 8. « Le dernier automne de Chakarim » Film de mise en scène, 1992, auteur du scénario, S/C « Kazakhfilm ».
- 9. « Paris: sans sommeil » Film vidéo, 1996, auteur et réalisateur, MTRK « Mir » - TPO « Jibek Joly ».
- 10. « Francfort-ville libre » Film vidéo, 1997, auteur et réalisateur, MTRK « Mir » - TPO

« Jibek Joly ».
- 11. « Pourquoi? » Film vidéo, 1998, auteur et réalisateur, MTRK « Mir » - TPO « Jibek Joly ». 12. « Paysages » Film vidéo, 1999, auteur et réalisateur, MTRK « Mir » - TPO « Jibek Joly ».
- 13. « Le jour de Rafael » Film vidéo, sur les œuvres de B. Akhmadoulina, 2000, auteur et réalisateur, MTRK « Mir » - TPO « Jibek Joly ».
- 14. « Skrymtymnym » Film vidéo sur les œuvres A.Voznessenskiy,2000, auteur et réalisateur, MTRK « Mir » - TPO « Jibek Joly ».
- 15. « Football » Film vidéo sur les œuvres de A.Tkatchenko, 2000, auteur et réalisateur, MTRK « Mir » - TPO « Jibek Joly ».
- 16. « Jour international de la poésie » Film vidéo, 2000, auteur et réalisateur, MTRK « Mir » - TPO « Jibek Joly ».